# Ізвоаре (Харгіта)
Ізвоаре (рум. Izvoare) — село у повіті Харгіта в Румунії. Входить до складу комуни Зетя.
Село розташоване на відстані 230 км на північ від Бухареста, 29 км на захід від М'єркуря-Чука, 146 км на схід від Клуж-Напоки, 90 км на північ від Брашова.

## Населення
За даними перепису населення 2002 року у селі проживали 352 особи, усі — угорці. Усі жителі села рідною мовою назвали угорську.